# Amor à Vida
Amor à Vida é uma telenovela brasileira produzida e exibida pela TV Globo de 20 de maio de 2013 a 31 de janeiro de 2014, em 221 capítulos. Substituiu Salve Jorge e foi substituída por Em Família, sendo a 5.ª "novela das nove" exibida pela emissora. 
Teve autoria de Walcyr Carrasco, com colaboração de Daisy Chaves, Eliane Garcia, Daniel Berlinsky e Márcio Haiduck. A direção foi de Marcelo Travesso, Marco Rodrigo, André Felipe Binder, André Barros e Marcus Figueiredo, com direção geral de Mauro Mendonça Filho e direção de núcleo de Wolf Maya. Em 2016, a trama foi vencedora do GLAAD Media Awards na categoria Melhor Novela.
Contou com Paolla Oliveira, Malvino Salvador, Vanessa Giácomo, Antônio Fagundes, Susana Vieira, Juliano Cazarré, Luís Melo, Elizabeth Savalla, Tatá Werneck, Bárbara Paz, Thiago Fragoso, Klara Castanho e Mateus Solano nos papéis principais.

## Enredo

### Primeira Fase
A trama é ambientada em São Paulo. A família Khoury, rica e bem-sucedida, é formada pelo patriarca César, médico bem conceituado e diretor-presidente de um grande hospital, a esposa Pilar, e os filhos, Félix e Paloma. Mas a aparência de felicidade, sucesso e fortuna esconde rancor, ciúme e desafeto. Paloma tem uma convivência conflituosa e tensa com a mãe e não consegue entender a razão disso. O preferido de Pilar é Félix, que na verdade é um sujeito sem caráter e ambicioso, e almeja acima de tudo ser o futuro diretor do hospital. Ele tem uma grande mágoa por não ser querido pelo pai da mesma forma que Paloma, que, como formanda em medicina, passa a ser um obstáculo para seus planos. Por seu lado, Paloma ama o irmão, e confia totalmente nele.
Em uma viagem ao Peru, Paloma conhece o aventureiro Ninho, e os dois se apaixonam. Ela engravida dele, mas resolve esconder a verdade dos pais. Por isso, passa por muitas dificuldades, e no dia em que rompe com o namorado, acaba dando a luz no banheiro de um bar, onde é encontrada em um estado grave por Félix. Acreditando que a irmã está morta, e vendo a oportunidade de ter menos uma pessoa disputando sua herança, Félix joga o bebê em uma caçamba de lixo. O bebê é encontrado por Bruno, um homem humilde que havia acabado de perder a esposa e o filho recém nascido no parto. Ele entende a situação como um milagre, e passa a cuidar da menina, que ganha o nome de Paulinha. Já Paloma é levada ao hospital da família, e é informada que sua filha desapareceu.

### Segunda Fase
A fase definitiva da novela ocorre então dez anos após o parto de Paloma, que ainda vive em busca do paradeiro da sua filha. Por coincidência, ela passa a cuidar de Paulinha como pediatra no hospital da família, e se aproxima de Bruno. Eles se apaixonam, mas a relação é ameaçada por segredos do passado, como o fato de que Bruno falsificou a certidão de Paulinha para poder criá-la como sua filha biólogica — o que leva Paloma a acreditar que Bruno é o responsável pelo roubo da sua filha. Enquanto isso, o verdadeiro culpado, Félix, continua realizando armações para prejudicar a irmã e conquistar a diretoria do hospital, ao mesmo tempo que esconde de toda a família que é homossexual.

## Elenco
| Intérprete            | Personagem                                |
| --------------------- | ----------------------------------------- |
| Mateus Solano         | Félix Rodriguez Khoury                    |
| Paolla Oliveira       | Paloma Rodriguez Khoury                   |
| Malvino Salvador      | Bruno dos Santos Araújo                   |
| Antônio Fagundes      | César Khoury                              |
| Susana Vieira         | Pilar Rodriguez Khoury                    |
| Vanessa Giácomo       | Aline Noronha                             |
| Juliano Cazarré       | Joaquim Roveri (Ninho)                    |
| Elizabeth Savalla     | Márcia do Espírito Santo Gentil           |
| Tatá Werneck          | Valdirene do Espírito Santo Araújo        |
| Luís Melo             | Atílio Pimenta Camargo / Alfredo Gentil   |
| Klara Castanho        | Paula Sousa Khoury Araújo (Paulinha)      |
| Thiago Fragoso        | Nicolas Corona (Niko)                     |
| Marcello Antony       | Eron Lira Torgano                         |
| Danielle Winits       | Amarilys Baroni                           |
| Bárbara Paz           | Edith Sobral Khoury                       |
| Ary Fontoura          | Lutero Moura Cardoso                      |
| Nathalia Timberg      | Bernarda Campos Rodriguez                 |
| Fernanda Machado      | Leila Melo Rodriguez (Leiloca)            |
| Ricardo Tozzi         | Thales Brito                              |
| Marina Ruy Barbosa    | Nicole Veiga de Assis Brito               |
| Leona Cavalli         | Glauce de Sá Benites                      |
| Anderson Di Rizzi     | Carlos José dos Santos Araújo (Carlito)   |
| Fabiana Karla         | Perséfone Fortino                         |
| Maria Casadevall      | Patrícia Mileto                           |
| Caio Castro           | Michel Gusmão                             |
| Carol Castro          | Sílvia Bueno                              |
| Márcio Garcia         | Gustavo Donato (Guto)                     |
| Vera Zimmerman        | Simone Maia Benitez                       |
| Eliane Giardini       | Enfª. Ordália Aparecida dos Santos Araújo |
| Fúlvio Stefanini      | Denizard Trajano Araújo                   |
| Carolina Kasting      | Regina dos Santos Batista (Gina)          |
| José Wilker           | Herbert Marques                           |
| Rosamaria Murtinho    | Tamara Gouveia Sobral                     |
| Rodrigo Andrade       | Daniel Melo Rodriguez                     |
| Bruna Linzmeyer       | Linda Melo Rodriguez                      |
| Rainer Cadete         | Rafael Nero                               |
| Sophia Abrahão        | Natasha Veiga de Assis                    |
| Daniel Rocha          | Dr. Rogério Machado                       |
| Angela Rebello        | Lídia Pinheiro                            |
| Genézio de Barros     | Amadeu Campos Rodriguez                   |
| Sandra Corveloni      | Neide Melo Rodriguez                      |
| Thalles Cabral        | Jonathan Sobral Khoury                    |
| Mouhamed Harfouch     | Dr. Pérsio Faruq Ahmad                    |
| Paula Braun           | Rebeca Schatman                           |
| Bel Kutner            | Enfª. Joana Rangel                        |
| Sidney Sampaio        | Elias                                     |
| Felipe Titto          | Wagner Carvalho                           |
| Kiko Pissolato        | Maciel Pereira                            |
| Lucas Malvacini       | Rafael Ferraz (Anjinho)                   |
| Emílio Orciollo Netto | Murilo de Andrada Lemos Corrêa            |
| Françoise Forton      | Gisela Borba de Andrada Lemos (Gigi)      |
| Marcelo Argenta       | Dr. Vanderlei Brandão                     |
| Christiane Tricerri   | Vega Azevedo                              |
| Júlio Rocha           | Jacques Sampaio                           |
| Cristina Mutarelli    | Priscila Khoury                           |
| Ângela Dip            | Vivian Lobato                             |
| Carlos Machado        | Ignácio Alvimar Carvalho                  |
| Álamo Facó            | Renan de Oliveira                         |
| Raquel Villar         | Enfª. Inaiá Seixas                        |
| Pierre Baitelli       | Dr. Laerte Torres                         |
| Renata Castro Barbosa | Drª. Marilda Fernandes                    |
| Lucas Romano          | Dr. Luciano dos Santos Araújo             |
| André Garolli         | Dr. Vinícius Frazão                       |
| Carol Rainato         | Enfª. Raquel Gonçalves                    |
| Camila Chiba          | Enfª. Noriko Akiyoshi                     |
| Adriano Toloza        | Enf. Ivan Coelho                          |
| Neusa Maria Faro      | Maria Cecília Esteves (Ciça)              |
| Josie Antello         | Adriana Nascimento                        |
| Marcelo Flores        | Rinaldo Silva (Filósofo)                  |
| Beth Zalcman          | Fátima                                    |
| Thavyne Ferrari       | Sandra Alves Corrêa (Sandrinha)           |
| Marcelo Schmidt       | Valentin Reys Moreno                      |
| Gabriel Chadan        | Adoniran Lobo                             |
| Vera Ferreira         | Sirlange Pires                            |

### Participações especiais
| Intérprete           | Personagem              |
| -------------------- | ----------------------- |
| Lúcia Veríssimo      | Mariah Piattini         |
| Maria Maya           | Alejandra Reys Moreno   |
| Nathália Rodrigues   | Elenice Marinelli       |
| Eriberto Leão        | André                   |
| Gabriela Duarte      | Luana Sousa Araújo      |
| Ana Carbatti         | Drª. Judith Santiago    |
| Ângela Rabelo        | Eudóxia Carvalho        |
| Francisco Cuoco      | Rubão Carvalho          |
| Giovanna de Toni     | Ingrid                  |
| Gláucio Gomes        | Pastor Efigênio         |
| Bruno Dubeux         | Samuel                  |
| Ana Paula Botelho    | Carolina Freitas Aguiar |
| Ilya São Paulo       | Euclides                |
| Celso Bernini        | Jefferson Mattos        |
| Vera Mancini         | Maristela Freitas       |
| Miriam Lins          | Verônica Rocha          |
| Jitman Vibranovski   | Aurélio                 |
| Luíza Mariani        | Sibila                  |
| Werles Pajero        | Juscelino               |
| João Cunha           | Jonas Gomide            |
| Cláudio Tovar        | Delegado Assis          |
| Leticia Tomazella    | Maria Chuteira          |
| Matheus Cunha        | Gatin                   |
| Jefferson Schoroeder | Túlio                   |
| Dani Vieira          | Ellen                   |
| Kayky Gonzaga        | Jayme                   |
| Francine Melo        | Karina Ramos            |
| Renata Tobelem       | Dirce Pascoal           |
| Camila Czerkes       | Valéria Ferraz          |
| Cassiano Barreto     | Ailton Lima             |

## Produção
"Hoje em dia o amor se manifesta de muitas formas, existe o amor na sua forma mais pura, mas também existe o amor ao poder, o amor ao dinheiro, o amor ao sucesso, o amor ao corpo, o amor ao belo, o amor ao sexo, o amor ao tudo, o amor ao nada, mas no fundo o que todos deveriam ter é amor à vida.".

Texto dito durante as primeiras chamadas da novela, narradas pelo ator José Wilker.

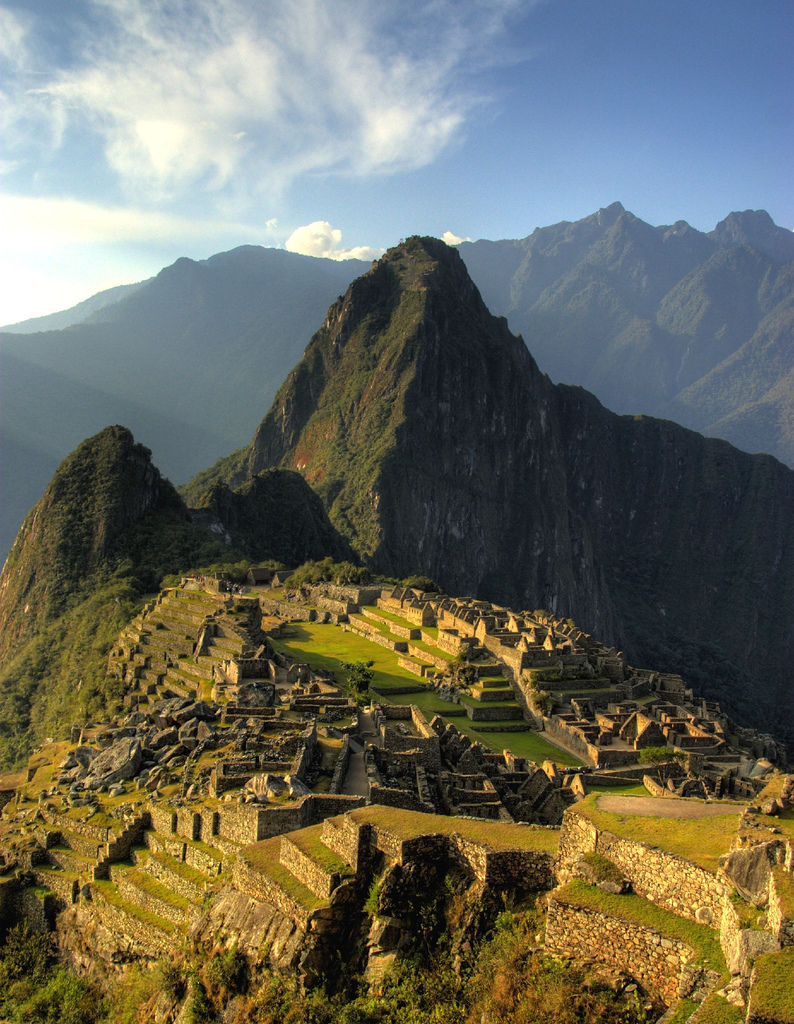
As primeiras cenas da novela foram gravadas em Machu Picchu, no Peru.

A trama substituta de Salve Jorge era para ser, originalmente, a última produção novelística de Manoel Carlos, porém Walcyr Carrasco foi convidado para escrever a novela, que teve os título provisórios de Em Nome do Filho e Em Nome do Pai. Posteriormente, o título foi definido como Amor à Vida. Depois de ter enfrentado problemas na pré-produção, a novela estreou em 20 de maio de 2013. Com 221 capítulos, foi encerrada em 31 de janeiro de 2014, sendo até então a "novela das nove" mais longa nos últimos dez anos.
A trama que se passa na capital paulista, tendo como um dos principais cenários o fictício hospital San Magno, da família Khoury, que muitas histórias se desenrolam, que muitas relações acontecem. O cenário foi construído na cidade cenográfica e reúne, além da recepção, uma entrada de emergência, o pátio de ambulâncias, lojas de conveniências, livraria e floricultura. Na trama, o hospital está localizado na Avenida Paulista. O hospital fictício foi construído no mesmo local onde foi construída a mansão da família Tufão da novela Avenida Brasil, e é considerado o maior cenário já criado pela emissora. São 8 mil metros quadrados no total, o que equivale a uma cidade cenográfica. Por meio de computação gráfica, foram inseridos 30 andares. A mansão da família Khoury e da personagem Nicole também são um dos principais cenários da trama, além do bairro fictício onde vive a família do protagonista Bruno e a ex-chacrete Márcia e sua filha, Valdirene.

### Escolha do elenco
Nathalia Dill foi a primeira convidada para interpretar a protagonista Paloma, porém a atriz preferiu aceitar o convite para Joia Rara por se tratar da antagonista. Paolla Oliveira foi confirmada na sequência. Originalmente o antagonista Félix seria uma mulher, a qual o autor desejava que fosse interpretada por Flávia Alessandra ou Cláudia Raia, porém ambas acabaram sendo escaladas antes para Salve Jorge, o que impossibilitou que qualquer uma das duas aceitasse, sendo que Walcyr decidiu então transformar a personagem em um homem homossexual e Mateus Solano ficou com o personagem. Leandra Leal foi convidada para interpretar Aline, porém a atriz preferiu integrar o elenco de Saramandaia por não gostar do perfil da personagem – que inicialmente era apenas amante de César, se tornando a antagonista apenas após Walcyr fazer ajustes no texto.
Vanessa Giácomo, que estava confirmada como Nicole, foi remanejada para o papel de Aline e Fernanda Machado foi convidada para ficar com o papel vago. Mais tarde, no entanto, houve uma troca de personagens: Marina Ruy Barbosa não havia convencido a direção da novela como a antagonista Leila, sendo transferida para o papel da sofredora Nicole, enquanto Fernanda ficou com o papel da perversa. Cássia Kis foi escalada para viver Ordália, porém ela teve que se afastar por problemas de saúde e o papel ficou para Eliane Giardini. Paulo Vilhena teve que abrir mão do personagem Niko para dar preferência ao seriado A Teia, que havia sido aprovado pouco antes da novela se iniciar, passando o papel para Thiago Fragoso.

### Vinheta de abertura
A abertura foi criada pelo designer norte-americano Ryan Woodward, que já trabalhou em filmes como Os Vingadores e nas duas sequências da franquia Homem-Aranha. Com o tema "Maravida", interpretada pelo cantor Daniel, a animação retrata um casal dançando e se transformando em pássaros, uma referência à cultura aborígene peruana, primeiro cenário da novela. Ao fundo, vê-se pontos turísticos da grande São Paulo, principal ambientação da trama.

### Mudança no enredo
A personagem Nicole, interpretada por Marina Ruy Barbosa descobriu que tinha um Linfoma de Hodgkin tipo 4, e poderia ter que raspar o cabelo, porém, ocorreu uma controvérsia com o rumo da história. Nicole deixou de raspar o cabelo, mudando de ideia quando o cabeleireiro estava prestes a dar a primeira tesourada. Houve boatos de que isso teria sido opção da própria Marina, famosa pelos seus cobiçados cabelos ruivos, só que mais tarde a atriz desmentiu isso para a mídia e o próprio autor se pronunciou, afirmando que ele mesmo optou pela mudança da trama em função dos pedidos dos fãs. O autor optou pela morte de Nicole no dia do seu casamento com Thales. Walcyr Carrasco foi muito criticado pela morte de Nicole, uma personagem querida do público, porque o câncer Linfoma de Hodgkin tipo 4 é curável, com grande percentual de cura. Houve rumores de que isto poderia ter sido uma espécie de "vingança" do autor, pelo fato da atriz não ter raspado a cabeça, porém, a atriz continuou na trama, aparecendo como o espírito de Nicole que se comunica com Thales, que sofre muito com a morte do seu amor.
Outras mudanças de planos puderam ser notadas na novela. Alguns atores tiveram que deixar a novela antes do previsto, para diminuir a quantidade de núcleos excessivos na trama, tentando evitar o mesmo fracasso de audiência de sua antecessora Salve Jorge, que pecou da mesma forma. Foi o caso de Nathália Rodrigues, que acabou tendo que deixar a trama logo em seu terceiro mês, quando sua personagem morre assassinada por Glauce, quando descobre todo o seu plano de forjar o teste de DNA de Paloma. Outra que deixou a produção mais cedo foi Maria Maya, intérprete da vilã Alejandra, que teve a personagem morta de overdose de drogas em setembro. No entanto, a morte da personagem veio a calhar, já que suas últimas palavras livraram Paloma da prisão.
O personagem César Khoury, de Antônio Fagundes, morreria assassinado misteriosamente no capítulo 80 da novela. Mas, o autor preferiu continuar com o personagem na trama e não repetir mais uma vez o tema Quem Matou? nos folhetins. Fagundes, que foi cogitado para deixar a produção de Amor à Vida mais cedo, para poder integrar o elenco da sucessora de Manoel Carlos, preferiu seguir no folhetim de Walcyr Carrasco.
A trajetória da personagem Valdirene vivida por Tatá Werneck foi duramente alterada. Inicialmente o roteiro indicava que em certo ponto da trama a personagem deixaria de dar em cima de famosos para virar uma cantora evangélica, o que seria um assunto inovador na teledramaturgia. Porém, a personalidade atacada e cômica de Valdirene conquistou tanto o público, que o autor optou por não mudar a personagem. A religião evangélica, entretanto, foi abordada em outro núcleo: o da personagem Gina, que ganhou mais destaque na trama depois deste fato

### Novos personagens
Assim como alguns tiveram que deixar a trama, outros atores entraram inusitadamente no meio dela a convite de Walcyr Carrasco. Foi o caso de Carol Castro, que entrou na trama no dia 5 de julho, na pele da advogada Sílvia, que era para ser apenas uma participação especial que formaria um triângulo amoroso entre os protagonistas. Porém, a personagem acabou permanecendo na trama com outra função, de interferir na relação de Patrícia e Michel, já que ela revela ser a esposa do médico. Ao longo da novela sua personagem também descobre que tem que retirar um seio, gerando mais um assunto polêmico na trama, o câncer de mama. Já Márcio Garcia, que participou dos primeiros capítulos como o marido adúltero de Patrícia, voltou no meio da novela para também separar sua ex-noiva de Michel.
Carlos Machado entrou na trama em 7 de agosto, como o milionário Ignácio. Seria apenas uma participação especial, mas o personagem voltou para ficar até o final da trama, com sua mãe Eudóxia, interpretada por Ângela Rabelo.
Outro que entra no meio da trama é José Wilker, interpretando o médico Herbert Marques, substituto de César no cargo de diretor clínico do hospital San Magno. O personagem também é um ex-caso de Ordália, e suposto pai biológico de Gina. Curiosamente, Wilker havia narrado as chamadas da novela antes de sua estreia. A estreia do ator na trama aconteceu no capítulo do dia 26 de setembro de 2013. Esse foi o último papel do ator, que faleceu em 4 de abril de 2014.
Sophia Abrahão entra na trama a partir de 2 de outubro, como Natasha, filha de Lídia (Angela Rebello) com o pai de Nicole (Marina Ruy Barbosa), que vivia no exterior e retorna para investigar a morte da irmã junto com Rogério (Daniel Rocha).
Sidney Sampaio, que já estava no elenco da antecessora Salve Jorge, acabou emendando trabalho ao entrar no meio da trama de Amor à Vida como o evangélico Elias, que faz par romântico com Gina (Carolina Kasting). O ator entrou na trama no capítulo de 7 de novembro de 2013.
O ator Francisco Cuoco também entrou nas últimas semanas da novela como o fazendeiro Rubão, marido de Eudóxia e pai de Ignácio. As primeiras cenas do ator foram ao ar em 3 de janeiro de 2014.

## Repercussão

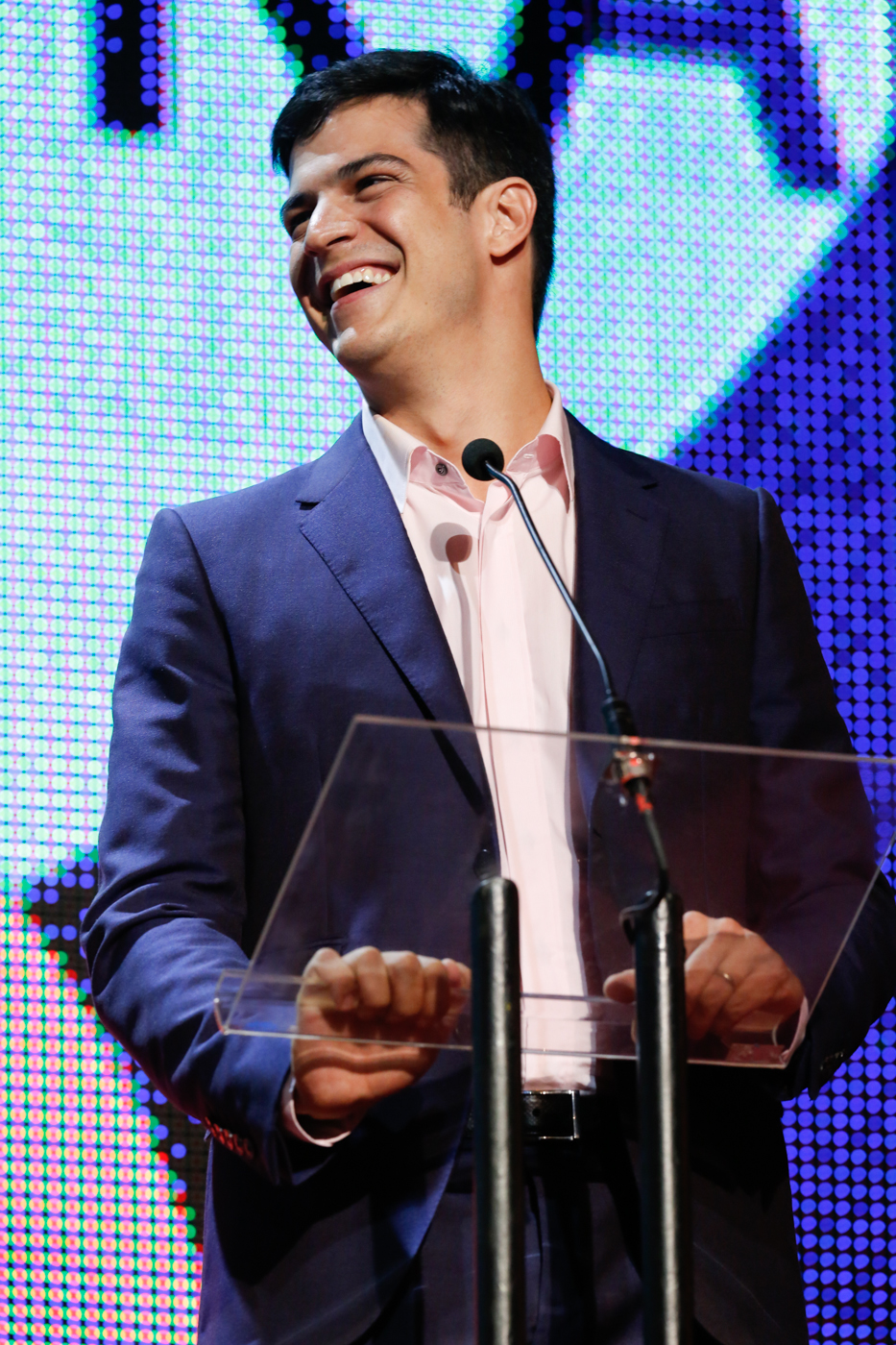
Mateus Solano foi aclamado pela crítica por sua atuação como o vilão Félix e ganhou diversos prêmios.

Com os baixos índices de audiência de Salve Jorge, a estreia de Amor à Vida foi vista com muito entusiasmo, e seu primeiro capítulo atingiu 35 pontos no Ibope, número considerado bom pela Central Globo de Comunicação. Foi considerada pela TV Globo uma novela de sucesso, já que elevou os índices da emissora que no horário estava em baixa desde o fim de Avenida Brasil e teve grande repercusão entre a população, principalmente por abordar temas polêmicos.

### Do elenco
O elenco selecionado também foi bem recebido. Após sua saída da MTV Brasil, a ex-VJ Tatá Werneck, que interpretou a piriguete Valdirene, foi considerada a grande revelação da telenovela. A atriz Maria Casadevall foi considerada uma das grandes revelações da trama.
A atuação de Mateus Solano na pele do vilão Félix, foi muito elogiada pela mídia, considerada uma das melhores atuações do ator até então. O crítico Gustavo Buena do site Yahoo! disse que "o personagem caiu no gosto popular, pois seduz pelo lado divertido - ainda que vários pontos pesem contra ele. Embora em alguns momentos esteja levemente exagerado, o ator está arrasando em cena - e vai seguir - dando de ombros aos críticos -, podem protestar, ameaçar boicote ou espernear. Solano deixa transparecer as intenções de Félix nos olhares e nos trejeitos. É ator, ponto."

### Críticas
Os principais meios de comunicação do país repercutiram a estreia da novela das 9 da Globo.
O Site da Revista Veja, publicou "O primeiro capítulo da trama de Walcyr Carrasco se encharca de melodrama tradicional e esquemático para contar a saga de Paloma e Félix, a mocinha adotada e o irmão que guarda apenas a sexualidade no armário, porque a maldade ele destila em doses altas!".
Já o site do MSN Brasil, publicou que: "Em cerca de 90 minutos, a mocinha descobriu um segredo de família, se rebelou contra os pais, fugiu, encontrou um amor-bandido, engravidou, voltou para casa sozinha, reencontrou o amado, terminou o romance, deu à luz e teve a filha roubada. O primeiro foi responsável pela cena de maior tensão do primeiro capítulo: a sequência em que Ninho tenta embarcar com drogas para o Brasil. Cazarré deu um show na hora em que seu personagem é pego em flagrante. Foi de cortar o coração!".
O Yahoo! disse: "Com muito ritmo e vilão sensacional, primeiro capítulo de Amor à Vida supera todas as expectativas. Novela tem chances de prender o público!".
Nilson Xavier do UOL publicou em seu blog: "Competente e caprichada em um capítulo ágil, pra lá de tenso e repleto de ação. A princípio, pareceu atropelamento de acontecimentos. Mas, à medida em que o capítulo foi passando, essa impressão foi se dissipando diante de tantas sequências de tirar o fôlego!".
Já Daniel Castro, então no R7 comentou: "No capítulo inaugural de Amor à Vida, sua primeira novela das oito, não teve medo de parecer brega. Empanturrou o o telespectador de clichês do gênero. Fez isso com maestria, exagerando um pouco aqui e outro tanto ali, em um roteiro que, somado à direção e edição igualmente competentes, ficou em um meio termo entre telenovela, telefilme e seriado!".
Já O Globo destacou que: "Tiradas de vilão gay ganham destaque no primeiro capítulo de Amor à Vida.

### Beijo entre Félix e Niko

Cena do beijo entre Félix (Mateus Solano) e Niko (Thiago Fragoso) foi recebida de forma controversa e teve grande repercussão tanto nacional quanto internacional.

Após várias especulações, no último capítulo da novela foi exibido o primeiro beijo gay em uma novela da TV Globo, entre os personagens Félix (Mateus Solano) e Niko (Thiago Fragoso). O fato gerou grandes controvérsias, inclusive apelações nas redes sociais. A cena repercutiu inclusive fora do Brasil, o jornal Financial Times destacou: "Beijo gay em novela Amor à Vida é momento histórico para o Brasil".
O primeiro beijo gay masculino da teledramaturgia brasileira ocorreu em 8 de abril de 1963, no teleteatro da Rede Tupi Panorama com Vista para a Ponte, que era uma adaptação da peça homônima do autor norte-americano Arthur Miller. Foi entre Lima Duarte, então com 33 anos e Cláudio Marzo, com 23 anos. O personagem interpretado por Lima queria provar para sua filha de criação que o rapaz por quem ela estava interessada era homossexual. Já o primeiro beijo entre mulheres na teledramaturgia brasileira, foi também exibido em 1963, dentro do seriado TV de Vanguarda e também da Rede Tupi. Foi entre Vida Alves e Geórgia Gomide, no episódio intitulado Calúnia. Ambos não têm o registro em vídeo, tendo sido transmitidos apenas ao vivo. Na novela América, de 2005, um beijo gay entre os atores Bruno Gagliasso e Erom Cordeiro chegou a ser gravado, mas acabou sendo vetado pouco antes de ser exibido.

### Transmídia
No dia 15 de janeiro de 2014, a personagem Valdirene "entrou" no Big Brother Brasil 14. Sua intérprete Tatá Werneck, caracterizada como Valdirene, ficou dentro do reality show durante 12 horas como se fosse uma das participantes, e pôde ser vista por 2 dias duas vezes seguidas no ar: em Amor à Vida e no BBB14.

### Controvérsias
A personagem Perséfone, interpretada por Fabiana Karla, passou toda a novela sendo humilhada pelo motivo de ser gorda, e por isso continuava sendo virgem mesmo após formada na faculdade. Essa humilhação constante incomodou demais as mulheres com a mesma condição que criaram um movimento contra essa situação, acusando de gordofobia. Foi feito um abaixo-assinado para apoio ao movimento. Apesar do casamento de Perséfone (Fabiana Karla) com Daniel (Rodrigo Andrade) ter sido tratado com destaque dentro da trama, o público não aceitou o casal com simpatia, e a audiência da novela caiu nos capítulos em que o casamento foi o assunto principal.
Uma grande polêmica foi criada quando Walcyr Carrasco mandou um recado às equipes de caracterização e figurino de Amor à Vida para que cortassem o cabelo do menino Jayminho (Kaiky Gonzaga), em processo de adoção por Niko (Thiago Fragoso). "Tenho ouvido críticas pesadas ao cabelo dele. Quero um personagem bem aceito”, disse o autor para a coluna da jornalista Patrícia Kogut, do jornal O Globo. Ele foi acusado de ser preconceituoso e racista, sendo atacado até por Astrid Fontenelle, que é mãe adotiva de um menino negro. Apesar da grande repercussão negativa sobre o caso, o cabelo do menino foi cortado.

## Audiência
No seu primeiro capítulo Amor à Vida obteve média de 35 pontos e pico de 37, com 61% share, na Grande São Paulo. Já no dia seguinte a obra de Walcyr Carrasco obteve 36 pontos e pico de 38 pontos, segundo o Ibope, batendo seu primeiro recorde. A novela registrou na sua primeira semana de exibição uma média de 34,2 pontos, enquanto Salve Jorge, registrou 32,66 pontos.[carece de fontes?] Amor à Vida registra sua maior audiência, até então, no dia 6 de junho, com 38 pontos, segundo os dados consolidados do Ibope, na Grande São Paulo. O recorde voltou a ser atingido desta vez no dia 25 de junho.
O capítulo do dia 11 de julho registrou o recorde de audiência da novela de Walcyr Carrasco: média de 39 pontos, segundo dados do Ibope referentes à Grande São Paulo.
No dia 1 de agosto, a novela repetiu o seu recorde anterior. Foram registrado 39 pontos de média. Neste dia, Edith (Bárbara Paz) revela à família Khoury que Félix (Mateus Solano) é gay.
No capítulo do dia 8 de agosto, que apresentou o casamento e a morte de Nicole (Marina Ruy Barbosa) a novela conseguiu bateu o seu recorde no Rio de Janeiro, atingindo 44 pontos, de acordo com o Ibope, e em São Paulo, registrou 38 pontos. Porém seu recorde na Grande São Paulo foi batido no capítulo do dia 14 de agosto, onde Bruno (Malvino Salvador) revelou a Paloma (Paolla Oliveira) que encontrou Paulinha (Klara Castanho) dentro de uma caçamba com poucas horas de vida. Segundo dados do IBOPE, o capítulo registrou 40 pontos de média e 64% de share na capital paulista.
Sábado 12 de outubro, feriado de Nossa Senhora Aparecida, Amor à Vida alcançou baixíssima audiência. Mesmo ficando na liderança, a novela de Walcyr Carrasco registrou sua pior audiência desde a estreia em 20 de maio deste ano. Segundo dados do ibope, foram 27 pontos de média com pico de 31 pontos. Números 13 pontos abaixo da meta da TV Globo para a novela, que é de 40 pontos.
No dia 18 de novembro, uma segunda-feira, a novela bateu seu recorde de audiência: 43 pontos de média na Grande São Paulo com picos de 45 e 67% de share. Os bons índices no ibope valeram-se da exibição do esperado momento em que Paloma (Paolla Oliveira) descobre que Félix (Mateus Solano) havia jogado sua filha recém-nascida numa caçamba.
No dia 31 de dezembro, uma terça-feira, a novela registrou sua menor audiência com 24 pontos em São Paulo. A baixa audiência é devida às festas de fim de ano.
A novela voltou a bater seu recorde no dia 23 de janeiro, uma quinta-feira, em que César desconfia da traição de Aline. Neste dia, a novela marcou 46 pontos de audiência na cidade do Rio de Janeiro e 44 em São Paulo, onde os índices de IBOPE costumam ser menores que os da capital fluminense.
Na reta final, no dia 27 de janeiro, a novela registrou novo recorde com 48 pontos de média, com picos de 50 e 72% de share na grande São Paulo. Número mais alto desde o fim de Avenida Brasil, já que a emissora não registrava 50 pontos desde o fim da novela de João Emanuel Carneiro, neste capítulo foi exibida a cena em que a personagem  Aline tenta fugir do país mas é presa  no aeroporto.
No dia 28 de janeiro, a novela registrou 47 pontos de média, com picos de 50 na grande São Paulo. Na sua última quarta-feira, dia 29 de janeiro, a novela registra 42 pontos de média, na grande São Paulo. Já na sua última quinta-feira, dia 30 de janeiro, a telenovela registrou 47 pontos de média na capital paulista
O último capítulo, exibido na sexta-feira, 31 de janeiro, repetiu o seu recorde. A novela marcou 48 pontos. A audiência de seu capítulo final foi maior que a de sua antecessora Salve Jorge, que obteve 46 pontos em seu término, e do que as novelas Insensato Coração, Fina Estampa e Viver a Vida, que registraram 47 pontos em seus respectivos últimos capítulos. A trama porém não superou Avenida Brasil e Passione que marcaram 52 pontos em seus respectivos últimos capítulos.
Sua média geral foi 36 pontos. A média geral de Salve Jorge (sua antecessora) foi de 34 pontos, um aumento de dois pontos para o horário nobre.

## Prêmios e indicações
| Ano  | Prêmio                        | Categoria                   | Indicação                          | Resultado | Ref.                    |
| ---- | ----------------------------- | --------------------------- | ---------------------------------- | --------- | ----------------------- |
| 2013 | Meus Prêmios Nick             | Ator Favorito               | Mateus Solano                      | Venceu    | [ 98 ] [ 99 ]           |
| 2013 | Meus Prêmios Nick             | Atriz Favorita              | Tatá Werneck                       | Indicado  | [ 98 ]                  |
| 2013 | Meus Prêmios Nick             | Personagem de TV Favorito   | Valdirene (Tatá Werneck)           | Indicado  | [ 98 ]                  |
| 2013 | Prêmio Extra de Televisão     | Melhor Novela               | Walcyr Carrasco                    | Venceu    | [ 100 ] [ 101 ] [ 102 ] |
| 2013 | Prêmio Extra de Televisão     | Melhor Atriz                | Paolla Oliveira                    | Indicado  | [ 100 ]                 |
| 2013 | Prêmio Extra de Televisão     | Melhor Atriz                | Susana Vieira                      | Indicado  | [ 100 ]                 |
| 2013 | Prêmio Extra de Televisão     | Melhor Ator                 | Antônio Fagundes                   | Indicado  | [ 100 ]                 |
| 2013 | Prêmio Extra de Televisão     | Melhor Ator                 | Malvino Salvador                   | Indicado  | [ 100 ]                 |
| 2013 | Prêmio Extra de Televisão     | Melhor Ator                 | Mateus Solano                      | Venceu    | [ 100 ] [ 103 ]         |
| 2013 | Prêmio Extra de Televisão     | Melhor Atriz Coadjuvante    | Elizabeth Savalla                  | Venceu    | [ 100 ] [ 104 ]         |
| 2013 | Prêmio Extra de Televisão     | Melhor Atriz Coadjuvante    | Fernanda Machado                   | Indicado  | [ 100 ]                 |
| 2013 | Prêmio Extra de Televisão     | Melhor Atriz Coadjuvante    | Vanessa Giácomo                    | Indicado  | [ 100 ]                 |
| 2013 | Prêmio Extra de Televisão     | Melhor Ator Coadjuvante     | Anderson Di Rizzi                  | Indicado  | [ 100 ]                 |
| 2013 | Prêmio Extra de Televisão     | Melhor Ator Coadjuvante     | Luís Melo                          | Indicado  | [ 100 ]                 |
| 2013 | Prêmio Extra de Televisão     | Melhor Atriz Revelação      | Maria Casadevall                   | Indicado  | [ 100 ]                 |
| 2013 | Prêmio Extra de Televisão     | Melhor Atriz Revelação      | Tatá Werneck                       | Venceu    | [ 100 ] [ 105 ]         |
| 2013 | Prêmio Extra de Televisão     | Melhor Ator/Atriz Mirim     | Klara Castanho                     | Venceu    | [ 100 ] [ 106 ]         |
| 2013 | Prêmio Extra de Televisão     | Melhor Tema Musical         | "Maravida" (Daniel)                | Indicado  | [ 100 ]                 |
| 2013 | Prêmio Extra de Televisão     | Melhor Tema Musical         | "Meiga e Abusada" (Anitta)         | Indicado  | [ 100 ]                 |
| 2013 | Prêmio Extra de Televisão     | Melhor Tema Musical         | "Piradinha" (Gabriel Valim)        | Indicado  | [ 100 ]                 |
| 2013 | Prêmio Extra de Televisão     | Ídolo Teen                  | Caio Castro                        | Venceu    | [ 100 ] [ 107 ]         |
| 2013 | Capricho Awards               | Melhor Atriz Nacional       | Tatá Werneck                       | Venceu    | [ 108 ]                 |
| 2013 | Capricho Awards               | Melhor Atriz Nacional       | Maria Casadevall                   | Indicado  | [ 108 ]                 |
| 2013 | Capricho Awards               | Melhor Atriz Nacional       | Marina Ruy Barbosa                 | Indicado  | [ 108 ]                 |
| 2013 | Capricho Awards               | Melhor Ator Nacional        | Caio Castro                        | Venceu    | [ 108 ]                 |
| 2013 | Capricho Awards               | Troféu Pegação              | Maria Casadevall e Caio Castro     | Indicado  | [ 108 ]                 |
| 2013 | Prêmio Jovem Brasileiro       | Melhor Ator                 | Caio Castro                        | Venceu    | [ 109 ]                 |
| 2013 | Prêmio Jovem Brasileiro       | Melhor Atriz                | Marina Ruy Barbosa                 | Indicado  | [ 110 ]                 |
| 2013 | O Globo: Prêmio Faz Diferença | Revista da TV               | Tatá Werneck                       | Indicado  | [ 111 ]                 |
| 2013 | Troféu APCA                   | Melhor Ator                 | Mateus Solano                      | Venceu    | [ 112 ]                 |
| 2013 | Troféu APCA                   | Melhor Atriz                | Elizabeth Savalla                  | Venceu    | [ 112 ]                 |
| 2013 | Troféu APCA                   | Melhor Atriz                | Tatá Werneck                       | Indicado  | [ 112 ]                 |
| 2013 | Retrospectiva UOL             | Melhor Novela               | Walcyr Carrasco                    | Indicado  | [ 113 ]                 |
| 2013 | Retrospectiva UOL             | Melhor Atriz                | Susana Vieira                      | Indicado  | [ 113 ]                 |
| 2013 | Retrospectiva UOL             | Melhor Ator                 | Mateus Solano                      | Venceu    | [ 113 ]                 |
| 2013 | Retrospectiva UOL             | Melhor Vilão                | Vanessa Giácomo                    | Indicado  | [ 113 ]                 |
| 2013 | Retrospectiva UOL             | Melhor Vilão                | Mateus Solano                      | Venceu    | [ 113 ]                 |
| 2013 | Retrospectiva UOL             | Melhor Casal                | Tatá Werneck e Anderson Di Rizzi   | Indicado  | [ 113 ]                 |
| 2013 | Retrospectiva UOL             | Melhor Casal                | Paolla Oliveira e Malvino Salvador | Indicado  | [ 113 ]                 |
| 2013 | Retrospectiva UOL             | Melhor Casal                | Caio Castro e Maria Casadevall     | Indicado  | [ 113 ]                 |
| 2013 | Retrospectiva UOL             | Melhor Casal                | Marina Ruy Barbosa e Ricardo Tozzi | Indicado  | [ 113 ]                 |
| 2013 | Retrospectiva UOL             | Melhor Ator/Atriz Revelação | Maria Casadevall                   | Indicado  | [ 113 ]                 |
| 2013 | Retrospectiva UOL             | Melhor Ator/Atriz Revelação | Tatá Werneck                       | Venceu    | [ 113 ]                 |
| 2013 | Prêmio Quem de Televisão      | Melhor Ator                 | Antonio Fagundes                   | Indicado  | [ 114 ]                 |
| 2013 | Prêmio Quem de Televisão      | Melhor Ator                 | Mateus Solano                      | Venceu    | [ 114 ]                 |
| 2013 | Prêmio Quem de Televisão      | Melhor Atriz                | Susana Vieira                      | Indicado  | [ 114 ]                 |
| 2013 | Prêmio Quem de Televisão      | Melhor Ator Coadjuvante     | Anderson Di Rizzi                  | Indicado  | [ 114 ]                 |
| 2013 | Prêmio Quem de Televisão      | Melhor Ator Coadjuvante     | Luís Mello                         | Indicado  | [ 114 ]                 |
| 2013 | Prêmio Quem de Televisão      | Melhor Atriz Coadjuvante    | Bárbara Paz                        | Indicado  | [ 114 ]                 |
| 2013 | Prêmio Quem de Televisão      | Melhor Atriz Coadjuvante    | Elizabeth Savalla                  | Venceu    | [ 114 ]                 |
| 2013 | Prêmio Quem de Televisão      | Melhor Atriz Coadjuvante    | Danielle Winits                    | Indicado  | [ 114 ]                 |
| 2013 | Prêmio Quem de Televisão      | Melhor Atriz Coadjuvante    | Nathalia Timberg                   | Indicado  | [ 114 ]                 |
| 2013 | Prêmio Quem de Televisão      | Revelação                   | Felipe Titto                       | Indicado  | [ 114 ]                 |
| 2013 | Prêmio Quem de Televisão      | Revelação                   | Maria Casadevall                   | Indicado  | [ 114 ]                 |
| 2013 | Prêmio Quem de Televisão      | Revelação                   | Tatá Werneck                       | Venceu    | [ 114 ]                 |
| 2013 | Prêmio Quem de Televisão      | Melhor Autor                | Walcyr Carrasco                    | Venceu    | [ 114 ]                 |
| 2013 | Melhores do Ano               | Melhor Atriz                | Paolla Oliveira                    | Venceu    | [ 115 ] [ 116 ]         |
| 2013 | Melhores do Ano               | Melhor Atriz                | Susana Vieira                      | Indicado  | [ 115 ]                 |
| 2013 | Melhores do Ano               | Melhor Atriz                | Vanessa Giácomo                    | Indicado  | [ 115 ]                 |
| 2013 | Melhores do Ano               | Melhor Ator                 | Antônio Fagundes                   | Indicado  | [ 115 ]                 |
| 2013 | Melhores do Ano               | Melhor Ator                 | Mateus Solano                      | Venceu    | [ 115 ]                 |
| 2013 | Melhores do Ano               | Melhor Atriz Coadjuvante    | Elizabeth Savalla                  | Venceu    | [ 115 ]                 |
| 2013 | Melhores do Ano               | Melhor Atriz Coadjuvante    | Fabiana Karla                      | Indicado  | [ 115 ]                 |
| 2013 | Melhores do Ano               | Melhor Ator Coadjuvante     | Caio Castro                        | Indicado  | [ 115 ]                 |
| 2013 | Melhores do Ano               | Melhor Ator Coadjuvante     | Juliano Cazarré                    | Indicado  | [ 115 ]                 |
| 2013 | Melhores do Ano               | Melhor Ator Coadjuvante     | Thiago Fragoso                     | Venceu    | [ 115 ]                 |
| 2013 | Melhores do Ano               | Melhor Atriz Revelação      | Maria Casadevall                   | Indicado  | [ 115 ]                 |
| 2013 | Melhores do Ano               | Melhor Atriz Revelação      | Tatá Werneck                       | Venceu    | [ 115 ]                 |
| 2013 | Melhores do Ano               | Melhor Ator Revelação       | Anderson Di Rizzi                  | Venceu    | [ 115 ]                 |
| 2013 | Melhores do Ano               | Melhor Ator/Atriz Mirim     | Klara Castanho                     | Indicado  | [ 115 ]                 |
| 2014 | Troféu Imprensa               | Melhor Novela               | Walcyr Carrasco                    | Venceu    | [ 117 ] [ 118 ]         |
| 2014 | Troféu Imprensa               | Melhor Ator                 | Caio Castro                        | Indicado  | [ 117 ] [ 118 ]         |
| 2014 | Troféu Imprensa               | Melhor Ator                 | Mateus Solano                      | Venceu    | [ 117 ] [ 118 ]         |
| 2014 | Troféu Imprensa               | Melhor Atriz                | Elizabeth Savalla                  | Indicado  | [ 117 ] [ 118 ]         |
| 2014 | Troféu Imprensa               | Melhor Atriz                | Vanessa Giácomo                    | Venceu    | [ 117 ] [ 118 ]         |
| 2014 | Troféu Imprensa               | Revelação                   | Tatá Werneck                       | Venceu    | [ 117 ] [ 118 ]         |
| 2014 | Troféu Internet               | Melhor Novela               | Walcyr Carrasco                    | Venceu    | [ 117 ] [ 118 ]         |
| 2014 | Troféu Internet               | Melhor Ator                 | Antonio Fagundes                   | Indicado  | [ 117 ] [ 118 ]         |
| 2014 | Troféu Internet               | Melhor Ator                 | Caio Castro                        | Indicado  | [ 117 ] [ 118 ]         |
| 2014 | Troféu Internet               | Melhor Ator                 | Malvino Salvador                   | Indicado  | [ 117 ] [ 118 ]         |
| 2014 | Troféu Internet               | Melhor Ator                 | Mateus Solano                      | Venceu    | [ 117 ] [ 118 ]         |
| 2014 | Troféu Internet               | Melhor Atriz                | Elizabeth Savalla                  | Indicado  | [ 117 ] [ 118 ]         |
| 2014 | Troféu Internet               | Melhor Atriz                | Paolla Oliveira                    | Indicado  | [ 117 ] [ 118 ]         |
| 2014 | Troféu Internet               | Melhor Atriz                | Susana Vieira                      | Indicado  | [ 117 ] [ 118 ]         |
| 2014 | Troféu Internet               | Melhor Atriz                | Vanessa Giácomo                    | Indicado  | [ 117 ] [ 118 ]         |
| 2014 | Troféu Internet               | Revelação                   | Maria Casadevall                   | Indicado  | [ 117 ] [ 118 ]         |
| 2014 | Troféu Internet               | Revelação                   | Tatá Werneck                       | Venceu    | [ 117 ] [ 118 ]         |
| 2014 | Prêmio Contigo! de TV         | Novela do Ano               | Walcyr Carrasco                    | Venceu    | [ 119 ]                 |
| 2014 | Prêmio Contigo! de TV         | Melhor Ator de Novela       | Antônio Fagundes                   | Indicado  | [ 120 ]                 |
| 2014 | Prêmio Contigo! de TV         | Melhor Ator de Novela       | Mateus Solano                      | Venceu    | [ 120 ]                 |
| 2014 | Prêmio Contigo! de TV         | Melhor Atriz de Novela      | Paolla Oliveira                    | Indicado  | [ 121 ]                 |
| 2014 | Prêmio Contigo! de TV         | Melhor Atriz de Novela      | Vanessa Giácomo                    | Venceu    | [ 121 ]                 |
| 2014 | Prêmio Contigo! de TV         | Melhor Ator Coadjuvante     | Anderson Di Rizzi                  | Indicado  | [ 122 ]                 |
| 2014 | Prêmio Contigo! de TV         | Melhor Ator Coadjuvante     | Thiago Fragoso                     | Venceu    | [ 122 ]                 |
| 2014 | Prêmio Contigo! de TV         | Melhor Atriz Coadjuvante    | Bruna Linzmeyer                    | Indicado  | [ 123 ]                 |
| 2014 | Prêmio Contigo! de TV         | Melhor Atriz Coadjuvante    | Elizabeth Savalla                  | Venceu    | [ 123 ]                 |
| 2014 | Prêmio Contigo! de TV         | Revelação da TV             | Maria Casadevall                   | Indicado  | [ 124 ]                 |
| 2014 | Prêmio Contigo! de TV         | Revelação da TV             | Tatá Werneck                       | Venceu    | [ 124 ]                 |
| 2014 | Prêmio Contigo! de TV         | Melhor Atriz Infantil       | Klara Castanho                     | Indicado  | [ 125 ]                 |
| 2014 | Prêmio Contigo! de TV         | Melhor Autor de Novela      | Walcyr Carrasco                    | Indicado  | [ 126 ]                 |
| 2014 | Prêmio Contigo! de TV         | Melhor Diretor de Novela    | Wolf Maya e Mauro Mendonça Filho   | Indicado  | [ 127 ]                 |
| 2016 | GLAAD Media Awards            | Melhor Novela               | Walcyr Carrasco                    | Venceu    | [ 128 ] [ 129 ]         |

## Trilha sonora

### Nacional
- Capa com: Paolla Oliveira[130][131][132]

| N.º | Título                           | Música                                                    | Personagem               | Duração |  |
| 1.  | "Piradinha"                      | Gabriel Valim                                             | Valdirene                | 2:47    |  |
| 2.  | "Pontes Indestrutíveis"          | Charlie Brown Jr.                                         | Ninho                    | 3:30    |  |
| 3.  | "As Mina Pira na Balada"         | Gusttavo Lima                                             | Locação: Bar dos Médicos | 2:47    |  |
| 4.  | "Meiga e Abusada"                | Anitta                                                    | Leila                    | 3:51    |  |
| 5.  | "As Curvas da Estrada de Santos" | Lulu Santos & Késia Estácio                               | Márcia e Gentil          | 5:42    |  |
| 6.  | "Trem das Onze"                  | Zeca Pagodinho & Rildo Hora, Zé Menezes e Rogério Caetano | Ordália e Denizard       | 2:58    |  |
| 7.  | "O Amor em Paz"                  | Ivete Sangalo                                             | Pilar                    | 3:10    |  |
| 8.  | "Um Ser Amor"                    | Paula Fernandes                                           | Bruno e Paloma           | 4:23    |  |
| 9.  | "Fofinha Delícia"                | Sorriso Maroto                                            | Perséfone                | 2:52    |  |
| 10. | "Amor, Amor"                     | Wanessa                                                   | Patrícia e Michel        | 2:59    |  |
| 11. | "Combustível"                    | Ana Carolina                                              | César e Aline            | 3:42    |  |
| 12. | "Você Não Poderia Surgir Agora"  | Roberta Sá                                                | Romântico geral          | 4:19    |  |
| 13. | "Caio no Suingue"                | Pedro Luis e a Parede                                     | Locação: Bar dos Médicos | 3:33    |  |
| 14. | "Na Selva de Pedra"              | Conexão Baixada                                           | Locação: São Paulo       | 4:09    |  |
| 15. | "Maravida"                       | Daniel                                                    | Abertura                 | 3:52    |  |
| 16. | "Amor à Vida"                    | Nando Reis                                                | Geral                    | 3:38    |  |
| 17. | "Dançando na Garoa"              | Jammil                                                    | Locação: Bar dos Médicos | 3:22    |  |
| 18. | "Sambas Urbanos"                 | Rodrigo Pita                                              | Locação: São Paulo       | 4:05    |  |

### Internacional
- Capa com: Mateus Solano[133]

| N.º | Título                        | Música                   | Personagem               | Duração |  |
| 1.  | "When I Was Your Man"         | Bruno Mars               | Bruno e Paloma           | 3:58    |  |
| 2.  | "Just Give Me a Reason"       | Pink feat. Nate Ruess    | Márcia e Gentil          | 4:05    |  |
| 3.  | "Proud"                       | Heather Small            | Niko e Félix             | 3:53    |  |
| 4.  | "Brand New Me"                | Alicia Keys              | Patrícia e Michel        | 4:42    |  |
| 5.  | "Get Lucky"                   | Daft Punk feat. Pharrell | Félix                    | 4:09    |  |
| 6.  | "Up in the Air"               | 30 Seconds to Mars       | Locação: Bar dos Médicos | 4:44    |  |
| 7.  | "We Can't Stop"               | Miley Cyrus              | Locação: Bar dos Médicos | 3:54    |  |
| 8.  | "Busy (For Me)"               | Aurea                    | Perséfone e Daniel       | 4:20    |  |
| 9.  | "The Stars (Are out Tonight)" | David Bowie              | Locação:São Paulo        | 3:57    |  |
| 10. | "It's Over"                   | Rod Stewart              | Pilar e Maciel           | 4:22    |  |
| 11. | "Bad"                         | Groovy Waters            | Félix                    | 3:42    |  |
| 12. | "Love You in Those Jeans"     | P9                       | Valdirene                | 4:13    |  |
| 13. | "Wake Up and Love Me"         | Casey Thompson           | Valdirene e Carlito      | 3:47    |  |
| 14. | "Un vestido y un amor"        | Caetano Veloso           | Ninho e Paloma           | 4:33    |  |
| 15. | "Ci Sono Pensier"             | Mariella Nava            | Ordália e Herbert        | 4:49    |  |

E ainda:
- "Clair de Lune" - Claude Debussy (Tema de Nicole e Thales)
- "I Have The Love" - Simply Red (Tema de Bernarda e Lutero)
- "The Perfect Life" - Moby (Tema de Linda e Rafael)
- "Summertime Sadness" - Lana Del Rey (Tema de Félix e Edith)
- "Beautiful 'Cause You Love Me" - Girls Aloud (Tema de Perséfone)
- "Reach Up" - East Freaks (Tema de Festas)
- "Start Again" - Van Snyder (Tema Geral)
- "Empathy" - Alanis Morissette (Tema Natasha e Rogerio)
- "Wake Me Up" - Avicii (Tema Geral)

## Exibição

### Outras mídias
Em 21 de agosto de 2023, foi disponibilizada pelo Globoplay como parte do Projeto Originalidade, com a atualização para o formato de exibição original; com o formato de imagem restaurado em Full HD, além de aberturas, vinhetas de intervalo e encerramento originais.

### Exibição Internacional
| País                 | Canal         | Título local        | Estreia                 | Final                   | Horário semanal     | Hora    | Ref.    |
| -------------------- | ------------- | ------------------- | ----------------------- | ----------------------- | ------------------- | ------- | ------- |
| São Tomé e Príncipe  | TVS           | Amor à Vida         | 27 de maio de 2013      | 7 de fevereiro de 2014  | Segunda a Sábado    | 21:15   | —       |
| Portugal             | SIC           | Amor à Vida         | 2 de setembro de 2013   | 24 de outubro de 2014   | Segunda a Sexta     | 22:45   | [ 135 ] |
| Bolívia              | Unitel        | Rastros de Mentiras | 2 de junho de 2014      | 27 de fevereiro de 2015 | Segunda a Sexta     | 21:001  | [ 137 ] |
| Equador              | Ecuavisa      | Rastros de Mentiras | 1 de julho de 2014      | 9 de fevereiro de 2015  | Segunda a Sexta     | 20:45   | [ 138 ] |
| Chile                | Canal 13      | Rastros de Mentiras | 3 de julho de 2014      | 6 de janeiro de 2015    | Segunda a Sexta2    | 22:303  | [ 139 ] |
| Uruguai              | Teledoce      | Rastros de Mentiras | 28 de julho de 2014     | 15 de junho de 2015     | Segunda a Quinta    | 21:156  | [ 140 ] |
| República Dominicana | Antena Latina | Rastros de Mentiras | 28 de agosto de 2014    | 7 de abril de 2015      | Segunda a Sexta     | 22:00   | [ 141 ] |
| Polónia              | iTVN          | Rzeka Klamstw       | 3 de setembro de 2014   | 20 de abril de 2015     | Segunda a Sexta     | 16:00   | [ 142 ] |
| Colômbia             | RCN           | Rastros de Mentiras | 17 de setembro de 2014  | 15 de maio de 20157     | Segunda a Sexta     | 20:004  | [ 143 ] |
| México               | Azteca Trece  | Rastros de Mentiras | 22 de setembro de 2014  | 8 de maio de 2015       | Segunda a Sexta     | 21:005  | [ 144 ] |
| Estados Unidos       | MundoFox      | Rastros de Mentiras | 30 de setembro de 2014  | 2 de fevereiro de 2015  | Segunda a Sexta     | 21:00   | [ 145 ] |
| Porto Rico           | MundoFox      | Rastros de Mentiras | 30 de setembro de 2014  | 2 de fevereiro de 2015  | Segunda a Sexta     | 21:0017 | [ 145 ] |
| Peru                 | ATV           | Rastros de Mentiras | 3 de novembro de 2014   | 9 de junho de 2015      | Segunda a Sexta     | 22:008  | [ 146 ] |
| Arménia              | Armenia 1     | Կյանքը սեր է        | 17 de novembro de 2014  | 7 de maio de 2015       | Segunda a Sexta     | 19:3012 | [ 147 ] |
| Cabo Verde           | TCV           | Amor à Vida         | 20 de novembro de 2014  | 25 de setembro de 2015  | Segunda a Sábado    | 21:00   | —       |
| Nicarágua            | Televicentro  | Rastros de Mentiras | 1 de dezembro de 2014   | 17 de julho de 2015     | Segunda a Sexta     | 20:00   | [ 148 ] |
| Argentina            | Telefe        | Rastros de Mentiras | 5 de janeiro de 2015    | 10 de julho de 2015     | Segunda a Sexta     | 23:0011 | [ 149 ] |
| Canadá               | OMNI          | Amor à Vida         | 19 de janeiro de 2015   | 28 de agosto de 2015    | Segunda a Sexta     | 16:00   | —       |
| Romênia              | Acasă TV      | Dragoste de Viață‬   | 6 de fevereiro de 2015  | 15 de julho de 2015     | Segunda a Domingo   | 22:00   | [ 150 ] |
| Argentina            | Canal 9       | Rastros de Mentiras | 18 de fevereiro de 2015 | 10 de novembro de 2015  | Segunda a Sexta     | 14:00   | [ 151 ] |
| Moçambique           | STV           | Amor à Vida         | 2 de março de 2015      | 21 de novembro de 2015  | Segunda a Sábado    | 21:00   | [ 152 ] |
| Coreia do Sul        | TeleNovela    | 거짓말              | 11 de março de 2015     | 12 de julho de 2016     | Quarta9             | 16:4510 | [ 153 ] |
| Costa Rica           | Teletica      | Rastros de Mentiras | 6 de abril de 2015      | 6 de novembro de 2015   | Segunda a Sexta     | 13:30   | [ 154 ] |
| Israel               | Viva          | שובל של שקרים       | 12 de abril de 2015     | 24 de novembro de 2015  | Domingo a Quinta    | 20:50   | [ 155 ] |
| Panamá               | Telemetro     | Rastros de Mentiras | 13 de abril de 2015     | 2 de novembro de 2015   | Segunda a Sexta     | 21:3013 | [ 156 ] |
| Guatemala            | Canal 3       | Rastros de Mentiras | 4 de maio de 2015       | 30 de dezembro de 2015  | Segunda a Sexta     | 22:00   | —       |
| Estados Unidos       | MundoMax      | Rastros de Mentiras | 18 de maio de 2015      | 25 de dezembro de 2015  | Segunda a Sexta     | 13:00   | —       |
| Porto Rico           | MundoMax      | Rastros de Mentiras | 18 de maio de 2015      | 25 de dezembro de 2015  | Segunda a Sexta     | 13:0018 | —       |
| Paraguai             | SNT           | Rastros de Mentiras | 25 de junho de 2015     | 11 de fevereiro de 2016 | Segunda a Sexta     | 21:00   | [ 157 ] |
| El Salvador          | TCS Canal 4   | Rastros de Mentiras | 27 de julho de 2015     | 31 de março de 2016     | Segunda a Sexta     | 14:00   | [ 158 ] |
| China                | Canal Macau   | Amor à Vida         | 7 de setembro de 2015   | 18 de abril de 2016     | Segunda a Sexta     | 22:10   | [ 159 ] |
| Honduras             | VTV           | Rastros de Mentiras | 17 de setembro de 2015  | 22 de abril de 2016     | Segunda a Sexta     | 21:0014 | [ 160 ] |
| Albânia              | TV Klan       | Duaje Jetën         | 28 de setembro de 2015  | 16 de maio de 2016      | Segunda a Sexta     | 16:00   | [ 161 ] |
| Indonésia            | FMN           | Trail of Lies       | 19 de novembro de 2015  | 29 de junho de 2016     | Segunda a Sexta     | 19:25   | [ 162 ] |
| França               | RFO15         | L'ombre de Mensonge | 18 de abril de 2016     | 22 de julho de 2016     | Seg, Ter, Qui e Sex | 13:0016 | [ 163 ] |
| Estados Unidos       | Pasiones      | Rastros de Mentiras | 18 de julho de 2016     | 24 de fevereiro de 2017 | Segunda a Sexta     | 18:00   | [ 164 ] |
| Porto Rico           | Pasiones      | Rastros de Mentiras | 18 de julho de 2016     | 24 de fevereiro de 2017 | Segunda a Sexta     | 18:0019 | [ 164 ] |
| Cuba                 | Cubavisión    | Rastros de Mentiras | 21 de novembro de 2016  | 7 de julho de 2017      | Segunda a Sexta     | 21:00   | [ 165 ] |
| Panamá               | NEXtv         | Rastros de Mentiras | 22 de novembro de 2016  | 10 de julho de 2017     | Segunda a Sexta     | 11:00   | —       |
| Coreia do Sul        | TeleNovela    | 거짓말              | 24 de abril de 2017     | presente                | Segunda a Sexta     | 05:00   | —       |
| Honduras             | Pasiones      | Rastros de Mentiras | 25 de julho de 2017     | presente                | Segunda a Sexta     | 17:00   | [ 166 ] |
| Costa Rica           | Pasiones      | Rastros de Mentiras | 25 de julho de 2017     | presente                | Segunda a Sexta     | 17:00   | [ 166 ] |
| Guatemala            | Pasiones      | Rastros de Mentiras | 25 de julho de 2017     | presente                | Segunda a Sexta     | 17:00   | [ 166 ] |
| El Salvador          | Pasiones      | Rastros de Mentiras | 25 de julho de 2017     | presente                | Segunda a Sexta     | 17:00   | [ 166 ] |
| México               | Pasiones      | Rastros de Mentiras | 25 de julho de 2017     | presente                | Segunda a Sexta     | 18:00   | [ 166 ] |
| Peru                 | Pasiones      | Rastros de Mentiras | 25 de julho de 2017     | presente                | Segunda a Sexta     | 18:00   | [ 166 ] |
| Equador              | Pasiones      | Rastros de Mentiras | 25 de julho de 2017     | presente                | Segunda a Sexta     | 18:00   | [ 166 ] |
| Colômbia             | Pasiones      | Rastros de Mentiras | 25 de julho de 2017     | presente                | Segunda a Sexta     | 18:00   | [ 166 ] |
| Venezuela            | Pasiones      | Rastros de Mentiras | 25 de julho de 2017     | presente                | Segunda a Sexta     | 19:00   | [ 166 ] |
| Bolívia              | Pasiones      | Rastros de Mentiras | 25 de julho de 2017     | presente                | Segunda a Sexta     | 19:00   | [ 166 ] |
| Paraguai             | Pasiones      | Rastros de Mentiras | 25 de julho de 2017     | presente                | Segunda a Sexta     | 19:00   | [ 166 ] |
| Chile                | Pasiones      | Rastros de Mentiras | 25 de julho de 2017     | presente                | Segunda a Sexta     | 19:00   | [ 166 ] |
| Argentina            | Pasiones      | Rastros de Mentiras | 25 de julho de 2017     | presente                | Segunda a Sexta     | 20:00   | [ 166 ] |
| Uruguai              | Teledoce      | Rastros de Mentiras | 25 de julho de 2017     | presente                | Segunda a Sexta     | 20:00   | [ 166 ] |
| Portugal             | SIC           | Amor à Vida         | 21 de outubro de 2019   | 4 de novembro de 2020   | Segunda a Sexta     | 18h15   |         |

↑1  Exibida entre 2 de junho e 5 de setembro às 21:30, em capítulos de 30 minutos, dividindo o horário com os capítulos de Avenida Brasil.
↑2  Exibida de quarta à sexta entre 3 de julho e 8 de agosto de 2014.
↑3  Transferida para as 17:10 a partir do dia 11 de agosto de 2014. Transferida para as 17:30 a partir do dia 10 de novembro de 2014.
↑4  Exibida entre 17 e 22 de setembro às 20:30, em capítulos de 30 minutos, dividindo o horário com os últimos capítulos de Avenida Brasil. Transferida para as 22:30 a partir do dia 10 de novembro de 2014, em capítulos de 30 minutos. Transferida para as 14:30 e depois para as 15:00.
↑5  Exibida entre 22 de setembro e 3 outubro às 21:30, em capítulos de 30 minutos, dividindo o horário com os últimos capítulos de Avenida Brasil.
↑6  Transferida para as 21:30 a partir do dia 12 de janeiro de 2015, e para as 22:15 a partir do dia 8 de junho do mesmo ano.
↑7  Foi emitido até 9 de janeiro de 2015 e voltou a ser transmitido em 26 de janeiro de 2015.
↑8  Transferida para as 21:00 a partir do dia 4 de fevereiro de 2015.
↑9  Trasnferida para Quarta e Quinta a partir do dia 20 de maio de 2015. Trasnferida para Segunda e Terça a partir do dia 1° de fevereiro de 2016. Trasnferida para Segunda a Quarta a partir do dia 22 de fevereiro de 2016.
↑10  Exibida em capítulos duplos. Trasnferida para as 09:30 em capítulos simples a partir do dia 20 de maio de 2015. Transferida para as 10:00 a partir do dia 13 de janeiro de 2016. Trasnferida para as 11:00 a partir do dia 1° de fevereiro de 2016.
↑11  Transferida para as 19:00
↑12  Transferida para as 19:00, e depois para as 09:10.
↑13  Transferida para as 22:00, e depois para as 22:30.
↑14  Exibida entre 21 de março e 5 de abril de 2016 em capítulos duplos.
↑15  Exibida apenas em territórios e departamentos de ultramar da França: Guadalupe, Guiana Francesa, Martinica, Mayotte, Nova Caledónia, Reunião, Polinésia Francesa, São Bartolomeu, São Martinho, São Pedro e Miquelão e Wallis e Futuna pelo canal RFO
↑16  Exibida em capítulos triplos.
↑17  Transferida para as 22:00 a partir do dia 3 de novembro.
↑18  Transferida para as 14:00 a partir do dia 2 de novembro.
↑19  Transferida para as 19:00 a partir do dia 31 de outubro.